# Emil Arnold-Holm
Emil Arnold-Holm war ein österreichischer Dichter aus den 1930er Jahren, dessen Identität nicht geklärt ist.

## Annahmen zur Person
Es wird angenommen, dass es sich bei Emil Arnold-Holm um einen jüdischen Autor handelt, der vielleicht 1911 in der Bukowina geboren wurde. Diese Annahme stützt sich darauf, dass Werke Arnold-Holms für eine Bukowina-Anthologie von A. Kittner vorgesehen waren. Eine andere Theorie sieht in Arnold-Holm den in Wien geborenen Bruder des Komponisten Leo Ascher, Arnold Ascher. Dieser war ebenfalls Komponist und Vorsitzender einer B’nai-B’rith-Loge in Wien gewesen und starb hier 1938 in einem Gefängnis der Gestapo.
Arnold-Holm war in den 1930er-Jahren in Wien als Lyriker, Aphoristiker, Feuilletonist des Neuen Wiener Journals und Buchkritiker tätig.
Im Jahre 1955 erschien ein Anthologieband Dein Herz ist deine Heimat, in dem Gedichte Arnold-Holms vertreten waren und angegeben wurde, es handle sich um einen jungen österreichischen Autor, der bei einem der ersten Pogrome des Jahres 1938 in Wien getötet wurde.
1969 wurde die Arnold-Holm-Gasse in Wien-Favoriten nach dem Dichter benannt.

## Werke
- Musik der Dinge. Gedichte. Saturn-Verlag, Wien 1932
- Wiederkehr des Dionysos. Lieder eines Bacchanten. Europäischer Verlag, Wien 1934
- Musik meiner Seele. Gratis und Franko, Wien 1995